# Chicano rap
O chicano rap é um subgênero do Hip Hop, Rap Latino e Gangsta Rap que incorpora aspectos da cultura chicana da Costa Oeste e Sudoeste que tipicamente tem performance de rappers americanos de ascendência mexicana conhecidos como chicanos.
O primeiro artista deste estilo foi Kid Frost, que em 1990 lançou o álbum de estúdio  "Hispanic Causing Panic" que emplacou o single "La Raza". O rapper cubano-americano Mellow Man Ace foi o primeiro rapper a ter um single bilíngue usando gírias chicanas, em 1989. Ele, juntamente com Kid Frost e A.L.T. entre outros formaram o grupo Latin Alliance, que lançou um CD homonímio que tinha o hit "Lowrider (On The Boulevard)".Em 1991 A.L.T. lançou o álbum "Another Latin Time Bomb" que tinha seu próprio remake do hit "Tequila".Também no ano de 1991 o grupo "A Lighter Shade of Brown" lançou seu álbum "Brown & Proud" que incluía sucessos como "On a Sunday Afternoon" e "Latin Active". O grupo Cypress Hill que Mellow Man Ace era membro antes de se tornar artista solo, é às vezes considerado um grupo de Rap Chicano, por conta do uso de gírias e referências a  mesma cultura em suas músicas e vídeos, além do fato do líder do grupo o rapper B-Real ser meio descendente de mexicanos. Eles foram o primeiro grupo de Rap Latino a alcançar o disco de platina, como Big Pun. que é creditado a ser o primeiro artista solo do Rap Latino a alcançar o mesmo status por conta de vendas de um LP, sendo que Big Pun tem descedencia porto-riquenha e é natural da Costa Leste Americana. Cypress Hill também tem colaborado aos longos dos anos com o grupo co-irmão Psycho Realm que é liderado pelos irmãos Sick Jacken (Joaquin Gonzalez) e Big Duke (Gustavo Gonzalez).Em meados dos anos 90, Eazy-E formou o grupo Brownside, uma versão chicana do lendário grupo N.W.A. Durante toda década de 90, rappers chicanos como Kemo The Blaxican ex-membro do grupo Deliquent Habits e Sinful do grupo Tha Mexicanz começaram a usar influências das músicas mexicanas em suas produções embora este subgênero da música é por vezes referido hoje como "Urban Regional" e nem sempre representa o Rap Chicano. O grupo Akwid também tem influências de músicas regionais e tradicionais mexicanas em suas produções.
Um dos mais reconhecidos rappers chicano de hoje é Lil Rob de San Diego, que com seu single "Summer Nights" recebeu boa recepção das estações de rádio e programas de video não-dedicados ao Rap Chicano.Outro rapper que vem surgindo é o cantor King Lil G de Los Angeles,atualmente faz músicas Chicanas,Gangsta Rap e Hip Hop.
Muitos rappers chicanos tem forte influência da cultura mexicana, às vezes usando temas que relevam o povo mexicano e chicano dos Estados Unidos e México. O Rap Chicano é apreciado por fãns de Hip Hop nos Estados Unidos e estabeleceu uma base de fãns no Japão e também no Brasil e em outros países da América latina, embora o seu público principal é constituído de hispânicos ou latinos que vivem na Costa Oeste, Sudoeste e Centro-Oeste americano. Sua capacidade de alcançar grandes audiências sem apoio da midia é devido em grande parte as turnês de lowriders que em seus shows na maioria são acompanhados por rappers chicanos. Por este meio permite que os rappers chicanos consigam rendimentos significativos através de lançamentos por gravadoras independentes, promovendo diretamente a um público-alvo, sendo que nos últimos anos a internet se tornou um grande meio para o estilo ser mais difundido e divulgado.